# SUPT6H
SUPT6H‏ (SPT6 homolog, histone chaperone) هوَ بروتين يُشَفر بواسطة جين SUPT6H في الإنسان.